# Peter Weidenbaum
Peter Weidenbaum (* 25. července 1968, Antverpy) je belgický výtvarný umělec, majitel zámku Smiřice.
V letech 1992–1996 studoval na Královské akademii výtvarných umění v Antverpách a na Vysoké škole výtvarných umění (HISK, 1996–1999). Žije a pracuje střídavě v belgickém Lutychu a v Hradci Králové. Na zámku ve Smiřicích má svůj ateliér.

## Východiska a kontext tvorby

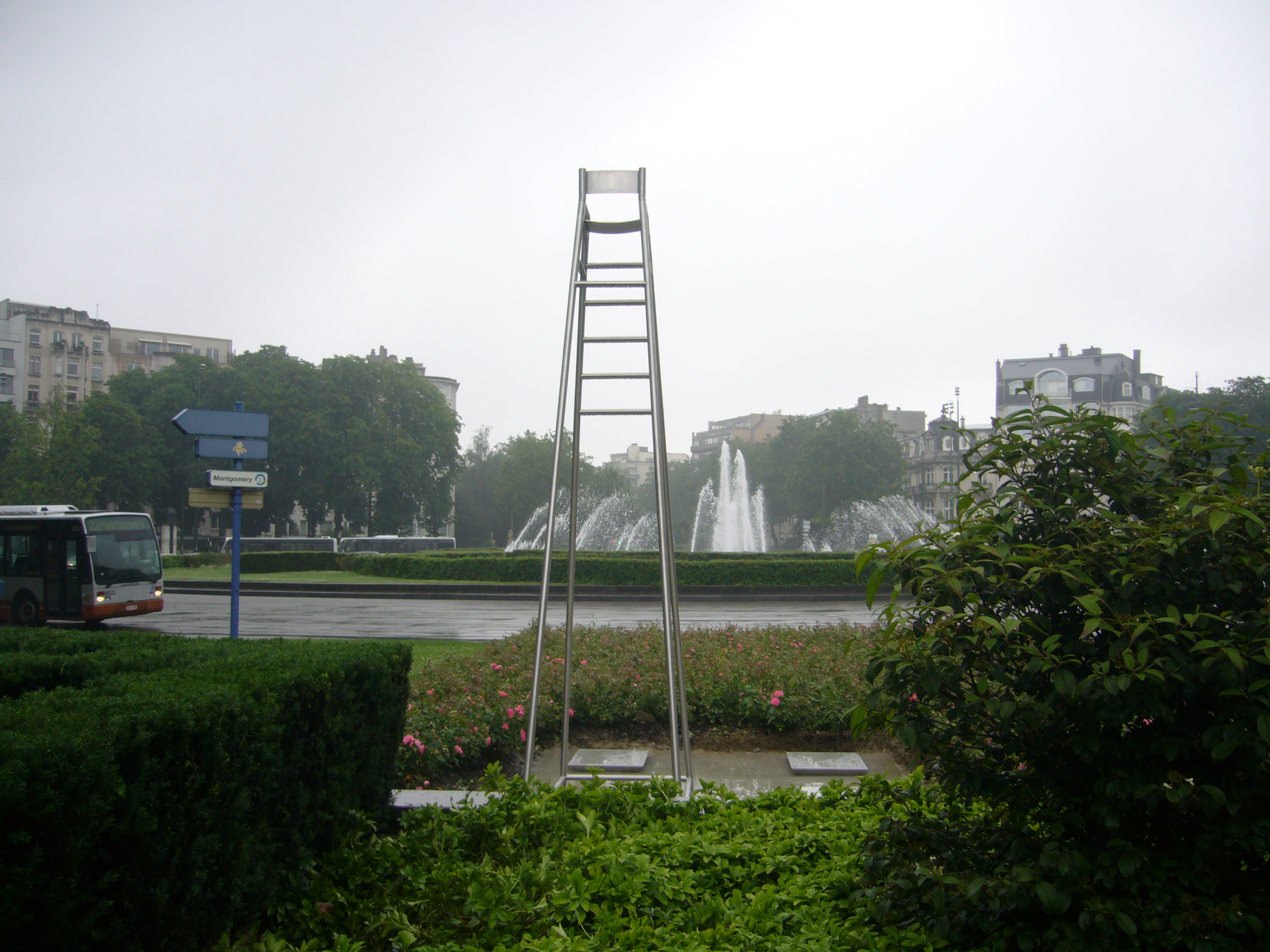
Peter Weidenbaum: Passing by, umělecká intervence na Montgomeryho náměstí v Bruselu

Weidenbaumovu uměleckou tvorbu ovlivnila především 80. léta 20. století, kterou sám vnímá jako éru rozvoje globálního kapitalismu, politických převratů, vzrůstajícího vlivu globálních masmédií a též vzrůstajících majetkových rozdílů. Důležitou roli pro jeho tvůrčí práci byla i dobová hudba a móda, zejména hip-hop a elektronická popová hudba. Tyto popkulturní a socio-ekonomické jevy měly silný vliv na generaci umělců vyrůstajících v období pádu Berlínské zdi a Železné opony na konci 80. let, který znamenal konec studené války.
Jeho díla vedla ke spojení karikatury a sochařské práce. V roce 1999 mu nabídl setkání Stijn Huijts, tehdejší ředitel Městského muzea v Amsterdamu. Výsledkem tohoto setkání byla jeho první muzejní výstava s názvem Někdo mi něco vkládá do snů. V tomto období také natočil několik krátkých filmů. Od roku 2000 pracoval tři roky na sérii Out of the Forest, sérii kryptických soch, kreseb a maleb. Tehdy začal přemýšlet o funkci umělce a dospěl k závěru, že osoba umělce jako producenta děl nemá velký smysl, pokud s jeho činností není spojen sociální rozměr. V tomto kontextu vznikla stálá instalace Passing-By na Montgomeryho náměstí v centru Bruselu. V tomto období se dostal do úzkého kontaktu s belgickým filozofem kultury Willemem Eliasem, který ve své knize Aspects of Belgian Art after '45 zařadil Weidenbauma do kategorie „neosymbolismu“, specifického stylu v Belgii označovaného jako „antverpská škola“, jehož nejvýznamnějšími představiteli jsou Luc Tuymans a Michael Borremans.
Již v roce 2004 Weidenbaum pracoval na sérii obrazů, které vznikaly v českých lesích. Od té doby se jeho díla věnují především romantismu a českým krajinářům Františkovi Kavánovi a Ferdinandu Engelmüllerovi a čerpá z návštěv přírodní rezervace Prachovské skály. Vznikl tak cyklus obrazů nazvaný Holzwege. Peter Weidenbaum jím odkazuje na německého filozofa Martina Heideggera. Heidegger ve své knize Holzwege uvažuje o původu uměleckého díla a jakési specifické pravdě kolem uměleckého díla nebo v něm, což Weidenbaum považuje za relevantní, přestože filozof se k těmto otázkám vztahuje jinými prostředky než vizuální umělec.